# 卡莱维·索尔萨
泰斯托·卡莱维·索尔萨（芬蘭語：Taisto Kalevi Sorsa，1930年12月21日—2004年1月16日），芬兰政治家，4次担任芬兰总理（1972–1975、1977–1979、1982–1983和1983–1987）。长期担任社会民主党领袖。被认为是最具影响力的芬兰总理之一。对芬兰的公共服务如学校和医疗保健改革，以及对有孩子的家庭和养老金领取者加强社会保障作出很大的贡献。他的政策改革（包括照顾孩子、延长产假、年假福利法案，以及公共卫生法案等），使芬兰成为一个福利国家。

## 生平
1948年就开始参与政治。1959 - 1965年在巴黎联合国教科文组织工作，1965 - 1969年任芬兰联合国教科文组织委员会秘书长，1967 - 1969年任政府教育部长。
1975年到1987年索尔萨任社会民主党主席，担任过4届约10年的芬兰总理(1972 - 1975、1977 - 1979、1982 - 1983、1983 - 1987)。1989年到1991年任议会议长，1975 - 1976和1987 - 1989年两次任副总理。他是吉科宁和科伊维斯托总统时期的主要的政治人物之一。